# Observatoire zététique
Ne doit pas être confondu avec Cercle zététique.
 (octobre 2024).
L'Observatoire zététique ou OZ est une association loi de 1901 française sceptique, fondée en 2003 et siégeant à Grenoble. Il est un membre du Conseil européen des organisations sceptiques (European Council of Skeptical Organisations, ECSO).

## Objectifs
L'observatoire a pour principale mission de promouvoir et diffuser les méthodes et les techniques de la zététique (définie comme « méthode de recherche fondée sur le doute et la vérification des informations », aussi connue sous l'appellation de scepticisme scientifique, le mot zététique venant du grec zêtêin et signifiant chercher).
L'observatoire mène plusieurs types d'actions :  investigations sur le paranormal, expériences visant à évaluer l’existence des phénomènes réputés paranormaux, diffusion de documentation et de résultats d'enquêtes sur le sujet, organisation de conférences et  rencontres sur les thèmes récurrents du surnaturel, reproduction de phénomènes déclarés « impossibles ».
L'Observatoire zététique affirme qu'il maintient une approche respectueuse de la liberté des personnes de croire aux principes du paranormal, pour éviter le dogmatisme et afin de se prononcer seulement sur la validité des preuves et des raisonnements.
Il analyse et décrypte les pseudosciences, le paranormal, les mécanismes de l’illusion, les manipulations en tout genre, ainsi que la propagande, y compris politique.

## Activités
L'Observatoire de zététique étudie les aspects des mécanismes de désinformation sur Internet.
Il publie des résultats de recherches et des dossiers en ligne. Il produit entre avril 2004 et décembre 2015 un bulletin d'information mensuel, POZ (Publication de l'Observatoire zététique).
Le 20 et 21 septembre 2008, l'Observatoire zététique a organisé le symposium de l'ECSO à Grenoble.
En 2008, l'OZ présente ses recherches sur la chaîne téléGrenoble Isère.
L'Observatoire de zététique étudie régulièrement les phénomènes OVNI dans la presse internationale.
L'OZ a effectué une enquête approfondie de l'affaire de Trans-en-Provence, incident en 1981 où l'on présume qu'un OVNI a laissé des traces physiques de son passage près la ville de Trans-en-Provence,.
En janvier 2010, l'observatoire de zététique teste la clef du vin, ustensile métallique censé modifier le vieillissement du vin, récompensé par une médaille au concours Lépine et breveté en Europe et aux États-Unis. Les résultats de l'expérience démontre que cette clé semble être une escroquerie,.
En 2014, Christophe Michel⁣⁣, ⁣membre de l'Observatoire de Zététique, lance une chaine YouTube nommée  « Hygiène Mentale ». La chaine propose des vidéos pédagogiques visant à développer l’esprit critique, l’analyse des informations et la compréhension des mécanismes de croyance.

## Accueil
Vincent Brunner, journaliste aux Inrocks, déclare que « Sur des thématiques qui constituent de vrais tremplins à fantasmes, [les] sceptiques de l'Observatoire zététique offrent une intervention récurrente et précieuse (...) : ils savent remettre les choses à plat. ».